# Dodge Durango
El Dodge Durango es una camioneta de tamaño completo vehículo deportivo utilitario crossover de Dodge. Fue introducida en 1997 como una SUV de tamaño medio, y como un reemplazo para la Ramcharger que se suspendió en el mercado de América del Norte en 1993, y fue rediseñado a tamaño completo para 2003, su nombre proviene del Estado Mexicano de Durango. 
La Durango se produjo en la planta ensambladora en Newark, Delaware hasta el final de 2008. A continuación, regresó a finales de 2010 en una plataforma compartida con la 2011 Jeep Grand Cherokee y actualmente está siendo ensamblada en Detroit, Míchigan.

## Primera generación (DN, 1997-2003)

### 1997 - 2003
La primera Durango se comercializó como una SUV basada en la camioneta robusta Dodge Dakota diseñada para soportar hasta ocho pasajeros y remolcar hasta 8,950 libras (4,060 kg) cuando está equipada adecuadamente.  El 4.7 L PowerTech V8 sustituye el 5.2 L motor Magnum V8 para el año 2000. En ese mismo año, hubo un especial rendimiento para la versión AWD llamado R / T fue lanzado con un 5.9 L Magnum V8. En 1999 y 2000, hubo una edición limitada de la versión Shelby SP360 contó con una versión sobrealimentada de 5.9 L Magnum V8. Las modificaciones exteriores incluyen rines exclusivos, neumáticos, suspensión y amortiguadores. Que venían de serie con la pintura del Viper azul con dos franjas de carreras por el centro de la camioneta. La velocidad máxima era de 142 mph (229 km / h).

## Segunda generación

### 2003 - 2009
La segunda generación de la Durango debutó poco antes que su compañera la  Dakota. Al igual que la Dakota, que tiene mucho en común con las grandes Dodge Ram pickup, incluyendo una chasis íntegro. Es de 7 pulgadas (180 mm) más larga, 2 pulgadas (51 mm) más ancha, y 3 pulgadas (76 mm) más alta que el modelo anterior. Para este modelo, que ofrece un banco en la tercera fila de tamaño completo con tres escaños, dándole una capacidad de ocho pasajeros. El diseño tuvo su estilo principalmente de la Dodge Powerbox que a su vez se basaba en la 1999 Dodge Power Wagon Concept.
Debutando en 2004 fue de una suspensión trasera totalmente nueva con resortes helicoidales y un eje trasero sólido. Un sistema de vinculación Watt se monta en el eje trasero, centrando el eje y la reducción de la parte trasera del patín sobre superficies rugosas, y permitir un piso de carga más bajo y ancho, con 3 tipos de motores diferentes  3.7 (226 cu in) mágnum V6  con 210 hp (160 kW) y 235 de pie de torque , 4.7 (287 cu in) mágnum V8 con 235 hhp (175 kW) y 300 de pie de torque , 5.7 hemi (345 cu in)
Hemi V8con 335 hp (250 kW) y 370 pie de torque. con una potencia de lujo.
En 2007, Chrysler introdujo su propia versión de la Durango, llamado el Chrysler Aspen.

## Tercera generación

### 2010 - presente
MOTOR V6 3.5 litros fue lanzada el 16 de agosto de 2010, Dodge lanzó un sitio de Internet con fotos y teaser de la tercera generación de Dodge Durango. La nueva Durango se construye al lado de la 2011 Jeep Grand Cherokee en la Avenida Jefferson. La planta de montaje en Detroit, Míchigan. Las nuevas acciones de la Durango no sólo es la línea de montaje con la Grand Cherokee, sino también el tren de rodaje, trenes de potencia, chasis y piezas.  El nuevo Durango cuenta con dos motores. El motor base es un nuevo motor V6 de 3.6 litros que produce 290 CV (220 kW 290 CV) y 260 libras pies (350 N · m) de torque a 4.800 rpm, el 90% del par máximo está disponible entre 1.600 y 6.400 rpm . El Pentastar V6 se une a la W5A580 Mercedes de cinco velocidades automática , con los controles de Chrysler y el interactivo de control del conductor. El Hemi 5.7 L VVT V8 regresa con 360 CV (270 kW 360 CV) y 390 libras pies (530 N · m) de par motor, que también cuenta con la automática de 5 velocidades que se encuentran en el V6. El V8 HEMI también viene con un "ahorro de combustible" (desactivación de cilindros) de modo. Esta función se utiliza principalmente cuando el vehículo circula a una velocidad constante.

## Evolución histórica en fotografías
|                              |
| 1.ª Generación (1998 - 2003) |

|                                     |
| 2.ª Generación fase 1 (2004 - 2006) |

|                                     |
| 2.ª Generación fase 2 (2007 - 2009) |

|                                  |
| 3.ª Generación (2011 - presente) |